# Gylmar dos Santos Neves
Gylmar dos Santos Neves (phát âm tiếng Bồ Đào Nha: [ʒiwˈmaɾ duˈsɐ̃tus ˈnɛvis]; 22 tháng 8 năm 1930 - 25 tháng 8 năm 2013) được gọi đơn giản là Gilmar (với chữ i), là một cầu thủ bóng đá người Brazil, ông đã chơi vị trí thủ môn cho Corinthians và Santos và là thành viên của đội tuyển quốc gia Brazil trong ba kỳ World Cup. ông được bầu là thủ môn Brazil xuất sắc nhất thế kỷ 20 và là một trong những thủ môn xuất sắc nhất thế giới bởi IFFHS. ông được nhớ đến với phong cách tỉnh táo trên sân cỏ và tính cách ôn hòa.
Trong cuốn sách của Alex Bellos, Futebol: The Brazilian Way of Life, có thông tin rằng Gilmar được đặt theo tên của cha mẹ ông, Gil berto và Mar ia. Gilmar là thủ môn xuất phát cho các đội tuyển quốc gia Brazil và Santos nổi tiếng thế giới của Pelé những năm 1960. Vì vậy, ông nổi tiếng khắp thế giới với cái tên "thủ môn Pelé." Năm 1998, ông được trao tặng Huân chương Bằng khen của FIFA.

## Sự nghiệp câu lạc bộ
Gilmar sinh ra ở Santos, São Paulo và bắt đầu sự nghiệp thi đấu cho đội bóng quê hương Jabaquara. Năm 1951, ông gia nhập Corinthians, giành ba danh hiệu Campeonato Paulista cùng câu lạc bộ vào các năm 1951, 1952 và 1954.
Năm 1961, Gilmar ký hợp đồng với Santos, là một phần của đội bóng được biết đến với cái tên Os Santásticos. Khởi đầu, ông đã giành được năm Campeonato Paulista (1962, 1964, 1965, 1967, 1968), năm giải Taça Brasil (1961, 1962, 1963, 1964, 1965), hai Copa Libertadores (1962 và 1963) và hai Cúp Liên lục địa (1962) trước Benfica của Eusébio và năm 1963 với Milan).

## Sự nghiệp quốc tế
Với đội tuyển quốc gia Brazil, Gilmar ra sân 104 lần, chỉ ghi được 95 bàn thắng. Ông đã được chọn vào đội tuyển quốc gia trong ba kỳ World Cup liên tiếp, từ năm 1958 đến năm 1966.  Ông là một phần của đội xuất phát trong hai kỳ World Cup đầu tiên mà Brazil toàn thắng, vào năm 1958 và 1962, và là thủ môn duy nhất vô địch World Cup liên tiếp với việc đá chính toàn trận.

## Phong cách chơi
Được các chuyên gia coi là một trong những thủ môn Brazil vĩ đại nhất mọi thời đại, Gilmar là một cầu thủ cản phá nhanh nhẹn, sở hữu phản xạ xuất sắc, và cũng nổi tiếng với sự điềm tĩnh trước áp lực cũng như khả năng truyền cảm hứng bình tĩnh và tự tin cho các hậu vệ của mình.

## Tử vong
Gilmar qua đời chỉ ba ngày sau sinh nhật lần thứ 83, do đột quỵ.

## Thành Tích

### Câu lạc bộ
Corinthians 
- Campeonato Paulista: 1951, 1952, 1954

Santos 
- Campeonato Brasileiro Série A: 1962, 1963, 1964, 1965, 1968
- Campeonato Paulista: 1962, 1964, 1965, 1967, 1968
- Copa Libertadores: 1962, 1963

### Quốc tế
Brazil
- FIFA World Cup: 1958, 1962